# Neuracanthus stolonosus
Neuracanthus stolonosus är en akantusväxtart som beskrevs av Emilio Chiovenda. Neuracanthus stolonosus ingår i släktet Neuracanthus och familjen akantusväxter. Inga underarter finns listade i Catalogue of Life.